# Las 7 maravillas gastronómicas del Perú
Las 7 maravillas gastronómicas del Perú fue una votación internacional vía Internet realizada en Perú por la empresa ÁcidoUnGusto Comunicaciones y auspiciada por el Ministerio de Comercio Exterior y Turismo del Perú y la Sociedad Peruana de Gastronomía, inspirada en la lista de Las Nuevas Siete Maravillas del Mundo Moderno para elegir a los 7 platos más populares de la gastronomía peruana de entre 128 potajes.

## Sistema de votación
Cualquier persona interesada en participar debió registrar un correo electrónico en el sitio web de la votación para elegir a sus favoritos. En la práctica nada impedía que una misma persona votara más de una vez, siempre y cuando lo hiciera desde un correo electrónico distinto. La lista inicial de postulantes fue de 100 platos y gracias a los aportes de los votantes quedó en 128. La primera etapa que duró desde el 1 de diciembre de 2008 hasta el 28 de mayo de 2009, cuando se dieron a conocer a los 21 finalistas. El 26 de agosto de 2009 se presentaron a Las 7 maravillas gastronómicas del Perú.

## Cifras
| Etapas | Periodo de votación                         | Platos | Votos   | Ref. |
| ------ | ------------------------------------------- | ------ | ------- | ---- |
| 1      | 1 de diciembre de 2008 - 28 de mayo de 2009 | 128    | 600 000 |      |
| 2      | 28 de mayo - 20 de agosto de 2009           | 21     | 700 000 |      |

## Candidatos por orden alfabético
1. Adobo arequipeño
2. Aeropuerto
3. Aguadito
4. Ají de gallina
5. Ají de lacayote
6. Ajiaco
7. Anticucho
8. Arroz chaufa
9. Arroz con mariscos
10. Arroz con pato
11. Arroz con pollo
12. Arroz tapado
13. Asado de res
14. Bistec a lo pobre
15. Butifarra
16. Cabrito a la Norteña
17. Caigua rellena
18. Caldo de cabeza
19. Caldo de gallina
20. Caldo verde
21. Cangrejo reventado
22. Capchi
23. Carapulcra
24. Cau cau
25. Cauche
26. Causa a la limeña
27. Cebiche de pato
28. Cebiche
29. Chairo
30. Chanfainita
31. Chaque
32. Charquicán
33. Chicharrón
34. Chilcano de pescado
35. Chinguirito
36. Chirimpico
37. Chiriuchu
38. Choclo con queso
39. Choncholí
40. Chorizo de Huamanga
41. Choros a la chalaca
42. Chupe de calabaza
43. Chupe de camarones
44. Cuy chactado
45. Cuy frito
46. Empanada
47. Ensalada de chonta
48. Escabeche
49. Escribano
50. Espesado
51. Estofado
52. Frejolada
53. Frito norteño
54. Frutos del Mar
55. Garbanzos con acelga
56. Hiro de zapallo
57. Huatia
58. Inchicapi
59. Jalea
60. Juane
61. Jugoso
62. Lawa
63. Lentejas guisadas
64. Llunca de gallina
65. Locro
66. Lomo saltado
67. Majarisco
68. Malarrabia
69. Malaya frita
70. Menestrón
71. Mondonguito a la italiana
72. Moqueguano de camarones
73. Morusa de pallares
74. Nogada de camarones
75. Ocopa
76. Olluquito con charqui
77. Pachamanca
78. Pallares cocidos
79. Papa a la huancaína
80. Papa rellena
81. Parihuela
82. Pastel de acelga
83. Patarashca
84. Patasca
85. Patita con maní
86. Patita en fiambre
87. Pepián de choclo
88. Pescado a la chorrillana
89. Pescado a lo macho
90. Picante a la tacneña
91. Picante de cuy
92. Picante de pallares
93. Pollada
94. Pollo a la brasa
95. Puka picante
96. Pulpo al olivo
97. Quinua
98. Rocoto relleno
99. Salchicha huachana
100. Salchipapas
101. Salpicón
102. Sancochado
103. Sangrecita
104. Seco de chavelo
105. Seco
106. Shámbar
107. Shurumbo
108. Solterito
109. Sopa a la criolla
110. Sopa a la minuta
111. Sopa chochoca
112. Sopa de choros
113. Sopa de novios
114. Sopa de pan
115. Sopa huachana
116. Sopa seca
117. Sopa teóloga
118. Sudado
119. Tacacho con cecina
120. Tacu Tacu
121. Tallarín saltado
122. Tallarines rojos
123. Tallarines verdes
124. Tamal
125. Tarwi
126. Tiradito
127. Tortilla de raya
128. Trucha

## Las 7 maravillas gastronómicas del Perú
1. Ceviche
2. Ají de gallina
3. Lomo saltado
4. Papa a la huancaína
5. Anticucho
6. Chupe de camarones
7. Causa limeña